# Немет, Ангела
Ангела Немет (венг. Németh Angéla, после замужества — Ранки; 18 февраля 1946, Будапешт — 5 августа 2014, Будапешт) — венгерская легкоатлетка, чемпионка летних Олимпийских игр в Мехико (1968).

## Спортивная карьера
Свою спортивную карьеру она начала в баскетболе и даже играла за молодежную сборную Венгрии, но вскоре она всерьез увлеклась метанием копья. С 1961 г. представляла клуб «Красный Метеор» (Будапешт), с 1965 г. — TFSE, с 1968 г. — BEAC; На международной легкоатлетической арене она дебютировала в 20 лет, когда приняла участие в домашнем чемпионате Европы в Будапеште (1966), завершив выступления в квалификации.
На Олимпийских играх в Мехико (Мексика) выиграла золотую медаль в метании копья с результатом 60,36 м. Была названа в Венгрии спортсменкой года в 1968 и 1969 года после выиграша золотой медали на Олимпийских играх и титула чемпиона Европы в 1969 году. После своего замужества в 1969 году выступала под фамилией Ранки. На европейском первенстве в Хельсинки (1971) заняла четвёртое место.
На Олимпийских играх в Мюнхене (1972) не попала в финал, оставшись лишь на тринадцатой позиции по результатам квалификации.
В 1968 г. окончила Институт физической культуры, являлась профессором физического воспитания в университете ветеринарной медицины, с 1990 г. стала заведующий кафедрой физического воспитания.
С 1989 г. — член Национального олимпийского комитета Венгрии. В 1990 г. была назначена членом Национального совета по физической культуре и спорту.